# Por ahora (álbum)
El dúo La Tercera República, integrado por Josu García y Pablo Martín, regresó, tras cinco años desde su último trabajo, con el álbum Por ahora, en el que se incluyen cuatro nuevas canciones, la regrabación de Sorprendentemente (con Álvaro Urquijo y Ramón Arroyo de Los Secretos) y una selección de doce canciones de sus tres primeros discos.

## Lista de canciones
| N.º | Título                             | Escritor(es)                                                                         | Duración |  |
| 1.  | «Sorprendentemente (versión 2013)» | Pablo Martín                                                                         | 3:53     |  |
| 2.  | «Hablas demasiado»                 | Pablo Martín                                                                         | 3:28     |  |
| 3.  | «Turista espacial»                 | Pablo Martín                                                                         | 3:52     |  |
| 4.  | «Por ahora»                        | Pablo Martín                                                                         | 4:22     |  |
| 5.  | «Es profesional»                   | Pablo Martín                                                                         | 3:56     |  |
| 6.  | «Tú tranquilo»                     | Jackson Browne y Glenn Frey; adapt. esp. Alberto Manzano, Kiko Veneno y Pablo Martín | 3:36     |  |
| 7.  | «Corazón negro»                    | Pablo Martín                                                                         | 4:04     |  |
| 8.  | «Bienvenido al Club»               | Josu García                                                                          | 3:50     |  |
| 9.  | «Sólo tus canciones»               | Pablo Martín                                                                         | 4:11     |  |
| 10. | «Yo ya me iba»                     | Josu García                                                                          | 2:59     |  |
| 11. | «Me rindo»                         | Pablo Martín                                                                         | 4:17     |  |
| 12. | «Bombón helado»                    | Joaquín Sabina, Josu García y Pablo Martín                                           | 3:36     |  |
| 13. | «Amores modernos»                  | Pablo Martín                                                                         | 3:36     |  |
| 14. | «Acción»                           | Pablo Martín                                                                         | 4:12     |  |
| 15. | «Ya me lo dijo mamá»               | Pablo Martín                                                                         | 4:06     |  |
| 16. | «Rubia»                            | Josu García                                                                          | 3:50     |  |
| 17. | «Paraísos»                         | Pablo Martín                                                                         | 4:23     |  |